# Cicolluis
Cicolluis ou Cicoluis (également connu sous le nom Cicollus, Cicolus, Cicollui, et Cichol) est un dieu de la mythologie celtique vénéré par les anciens peuples gaulois et ayant un parallèle en Irlande. Cicolluis est considéré comme une épithète pour le Mars gaulois.

## Étymologie
Le théonyme gaulois Cicollu(i)s dérive du radical cico-, lui-même du proto-celtique *kīko-, signifiant « viande, chair, muscle » (cf. vieux breton cic-, moyen gallois cig « viande ») et, par métonymie, « sein » ou « poitrine » (cf. moyen irlandais cích),. Cela pourrait être traduit par « Gros-Muscle » ou « Grande-Poitrine »,.

## Famille
Parmi les inscriptions comprenant son nom, se trouvent à Aignay-le-Duc et Mâlain dans le département de la Côte-d'Or des inscriptions où Cicolluis est invoqué avec la déesse Gallo-romaine Litavis, dans un contexte qui laisse à penser qu'elle aurait pu être son épouse.
De plus, une inscription latine de Narbonne, porte la mention « MARTI CICOLLUI ET LITAVI » (« Mars Cicolluis et Litavis »),